# 伊瓜苏河

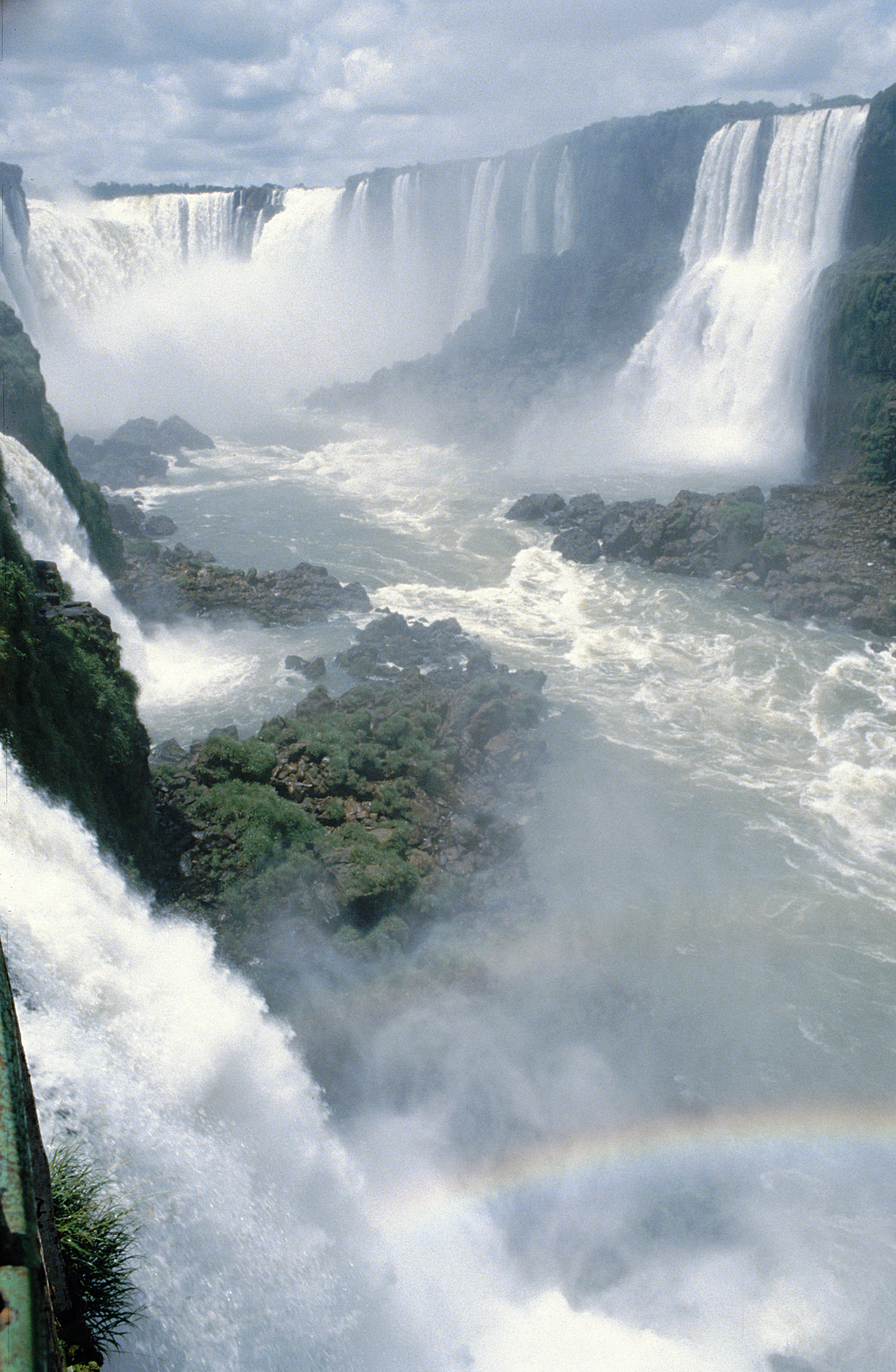
伊瓜苏瀑布

伊瓜苏河（葡萄牙語：Rio Iguaçu）位于南美洲巴拉圭、阿根廷和巴西的交界处，是巴拉那河的支流，发源于库里蒂巴附近的马尔山脉，向西流经巴西高原，沿途接纳大小支流约30条，全长1320千米。伊瓜苏这个名称来源于瓜拉尼語，意思是“大水”。
伊瓜苏河是由两条支流在庫里奇巴附近汇流形成的。在它注入巴拉那河前它是阿根廷与巴西的界河。
巴西城市弗兹伊瓜苏和阿根廷城市在伊瓜苏河注入巴拉那河前不远的地方隔河而对，两座城市间有一座桥梁相通。

## 瀑布
伊瓜苏河最著名的是伊瓜苏瀑布，这个瀑布离伊瓜苏河注入巴拉那河的地方仅数千米。它是世界上最大的瀑布。瀑布的大部分地区位于阿根廷境内，从这边游客可以进入到著名的“魔鬼咽喉”（Garganta del Diablo）。从巴西方向游人可以获得一个比较完整的全景。瀑布的整个宽度为2700米，整个落差为75米，分两级。平均每秒钟的流量为1700立方米。大雨后的流量可达每秒钟7000立方米。最高纪录为2005年11月，每秒钟12000立方米。
当地的一块碑上称该瀑布是1542年发现的。据称埃莉诺·罗斯福在看到这个瀑布后仅说：“可怜的尼亚加拉瀑布”。

## 国家公园
瀑布两侧的国家公园于1984年（阿根廷）和1986年（巴西）被列入联合国教育科学文化组织世界遗产。这些国家公园保护仅存的大西洋热带雨林。其旅游业是当地重要的经济来源。这些国家公园拥有非常丰富的生物多样性，仅已知的蝴蝶种类就达800种左右。当地贫困居民的偷猎为这些国家公园造成威胁。巨獺可能已经灭绝。尤其凱門鱷的皮是偷猎的目标而因此受到相应的保护。